# شيري شيري ليدي (أغنية)
«شيري شيري ليدي» (بالإنجليزية: Cheri, Cheri Lady) هي الأغنية المنفردة الوحيدة التي تم إصدارها من ألبوم مودرن توكينغ الثاني «ليتس توك اباوت لوف»(بالإنجليزية: Let's Talk About Love)، وكانت الأغنية الفردية الثالثة على التوالي التي وصلت الي المرتبة الأولى على مخطط الفردي الألماني، بعد «أنت قلبي، أنت روحي» و«يمكنك الفوز إذا أردت». تم إصدار أغنية «شيري شيري ليدي» في 2 سبتمبر 1985، ولكنها وصلت الي المرتبة الأولى في ألمانيا في 14 أكتوبر 1985. ظَلِلْتُ الأغنية لمدة أربعة أسابيع في القمة ومجموعه 24 أسبوعًا على الرسم البياني الفردي في ألمانيا وفي النهاية بيعت أكثر من 250000 وحدة هناك.
تم اعتماد الأغنية الفضية في فرنسا للمبيعات المعتمدة لـ 250.000 وحدة.

## إصدارات مفردة
7 بوصة واحدة
1. «شيري، شيري ليدي» - 3:45
2. «شيري، شيري ليدي» (آلات موسيقية) - 3:37

12 بوصة ماكسي مفرد
1. «شيري سيدة شيري» (نسخة رقص خاصة) - 4:52
2. «شيري، شيري ليدي» (آلات موسيقية) - 3:37

## «شيري، شيري ليدي'98»
«شيري، شيري ليدي'98» هي أغنية مودرن توكينغ الرابعة من ألبومهم السابع، العودة للخير، وكذلك الأغنية المنفردة الممتدة بعد لقاء الثنائي الذي ظهر فيه إريك سينجلتون. «شيري، شيري ليدي'98» هي النسخة المعاد تعبئتها من النسخة الأصلية لعام 1985 من «شيري، شيري ليدي».

### قائمة التشغيل
- «شيري، شيري ليدي '98» - 3:04
- «شيري، شيري ليدي '98» (النسخة الموسعة) - 4:26

## روابط خارجية
- كلمات الأغنية الكاملة على مترولايركس
- Cheri, Cheri Lady على Discogs (قائمة بالإصدارات)